# Seznam českých vydání díla Edgara Riceho Burroughse
Edgar Rice Burroughs byl americký spisovatel dobrodružných románů. Proslavil se především svým cyklem románů o hrdinovi z afrického pralesa Tarzanovi.
- Nakladatelství Antonín Svěcený v Praze: V nakladatelství vyšlo v letech 1920 až 1922 sedm dílů Tarzana, všechny v překladu Zdeňka Matěje Kuděje: 
  - Tarzan I. (1920),
  - Tarzan II. - Tarzanův návrat (1920),
  - Tarzan III. - Tarzanovy šelmy (1920),
  - Tarzan IV. - Tarzanův syn (1921),
  - Tarzan V. - Tarzan a klenoty z Oparu (1921),
  - Tarzan VI. - Tarzanovy povídky z džunglí (1921),
  - Tarzan VII. - Tarzan nepřemožitelný (1922), zřejmě nejde o díl s původním názvem Tarzan the Invincible, který začal vycházet až v roce 1930.
- Nakladatelství Ladislav Šotek v Praze:
  - Tarzan a zlatý lev, 1926, překlad Jiří Macák, ilustrace Jan Šebek,
  - Spisy E. R. Burroughse, překlad Jiří Macák, ilustrace Václav Čutta:

  1. Caprona, země divů, 1926,
  2. Bandita z Ďáblovy rokle, 1927,
  3. Do středu Země, 1927,
  4. Devče z Hollywoodu, 1927,
  5. Billy Byrne, 1927,
  6. Princezna z Marsu, 1927,
  7. Bohové na Marsu, 1928,
  8. Pozemšťan vojevůdcem na Marsu, 1928,
  9. Thuvia, děvče z Marsu, 1928,
  10. Vražedná šachovnice na Marsu, 1929.
- Nakladatelství Toužimský a Moravec v Praze: V nakladatelství vyšlo v letech 1937 až 1939 jedenáct dílů Tarzana s ilustracemi Jiřího Wowka (nakladatel však dával jednotlivým svazkům své vlastní názvy a také zcela nerespektoval původní autorovo rozdělení do jednotlivých dílů)

1. Syn divočiny (1937), přeložil Zdeněk Matěj Kuděj a Vl. Zelenka
2. Vězeň pralesa (1937), přeložil Zdeněk Matěj Kuděj,
3. Návrat z džungle (1937), přeložil Zdeněk Matěj Kuděj,
4. Lovec s vrcholku stromů (1938), přeložil Zdeněk Matěj Kuděj,
5. Veliký Bwana (1938), přeložil Zdeněk Matěj Kuděj,
6. Zkrocené šelmy (1938), přeložil Zdeněk Matěj Kuděj,
7. Pán lvů (1938), přeložil J. J. Svoboda,
8. Leopardí muži (1939), přeložil J. J. Svoboda a J. Vorel,
9. Lidé v jeskyních (1939), přeložil J. J. Svoboda,
10. Trpasličí muži (1939), přeložil J. J. Svoboda,
11. Tarzanova dobrodružství v džungli (1939), přeložil Zdeněk Matěj Kuděj.

- Nakladatelství Mladá fronta v Praze: Po komunistickém převratu v roce 1948 nesměly knihy o Tarzanovy (zřejmě pro malou ideovost) dlouho vycházet. Teprve roku 1966 začal časopis Pionýr (později Větrnik) otiskovat na pokračování poněkud zkrácený text románu ( v převyprávění Svatopluka Hrnčíře) s celostránkovými ilustracemi Zdeňka Buriana. Do roku 1971 se tak podařilo vydat na pokračování první tři díly cyklu (první dva vyšly dokonce v sešitovém vydání), než bylo vydávání Tarzana zase na dlouho dobu zastaveno. 
  - Tarzan, syn divočiny, Tarzan, vězeň pralesa, Tarzanovy šelmy, časopis Pionýr, resp. Větrník, ročník 14-18, (1966-1971),
  - Tarzan, syn divočiny, 1969, zkrácené sešitové vydání,
  - Tarzan, vězeň pralesa, 1970, zkrácené sešitové vydání.
- Nakladatelství Magnet-Press v Praze: Jako první se po roce 1989 ujalo vydávání Tarzana pražské nakladatelství Magnet-Press, které v letech 1990—1993 vydalo ve zkráceném sešitovém vydání šestnáct dílů cyklu:

1. Syn divočiny (1990), adaptace Svatopluk Hrnčíř, ilustrace Zdeněk Burian,
2. Vězeň pralesa (1990), adaptace Svatopluk Hrnčíř, ilustrace Zdeněk Burian,
3. Tarzanovy šelmy (1990), adaptace Svatopluk Hrnčíř, ilustrace Zdeněk Burian,
4. Tarzanův syn (1991), adaptace Svatopluk Hrnčíř, ilustrace Jiří Wowk,
5. Tarzan a poklad Oparu (1991), adaptace Svatopluk Hrnčíř, ilustrace Jiří Wowk,
6. Tarzan a zlatý lev (1992), přeložil a upravil Leo Kustoš, ilustrace Milan Fibiger,
7. Nezkrotný Tarzan (1992), přeložil a upravil Leo Kustoš, ilustrace Milan Fibiger,
8. Obávaný Tarzan (1992), přeložil a upravil Leo Kustoš, ilustrace Milan Fibiger,
9. Tarzan a trpasličí muži (1992), přeložil a upravil Leo Kustoš, ilustrace Milan Fibiger,
10. Tarzanova dvojčata (1992), přeložil a upravil Leo Kustoš, ilustrace Milan Fibiger,
11. Tarzan, pán džungle (1992), přeložil a upravil Leo Kustoš, ilustrace Milan Fibiger,
12. Tarzan a ztracená říše (1993), přeložil a upravil Leo Kustoš, ilustrace Milan Fibiger,
13. Tarzan ve středu Země (1993), přeložil a upravil Leo Kustoš, ilustrace Milan Fibiger,
14. Nepřemožitelný Tarzan (1993), přeložil a upravil Leo Kustoš, ilustrace Milan Fibiger,
15. Tarzan triumfující (1993), přeložil a upravil Leo Kustoš, ilustrace Milan Fibiger,
16. Tarzan a zlaté město (1993), přeložil a upravil Leo Kustoš, ilustrace Milan Fibiger.

- Nakladatelství Paseka v Praze: 
  - Tarzan, kompletní vydání série v překladu Václava Procházky s ilustracemi Richarda Peška. K vydaným dvaceti čtyřem svazkům připojilo nakladatelství ještě Joem R. Lansdalem dopsaný poslední a nedokončený Burroughsův příběh o Tarzanovi v překladu Jana Kantůrka a s ilustracemi Garyho Gianniho. Kompletní vydání má tedy těchto pětadvacet dílů:

  1. Tarzan z rodu Opů (1991),
  2. Tarzanův návrat (1992),
  3. Tarzanovy šelmy (1992),
  4. Tarzanův syn (1992),
  5. Tarzan a klenoty Oparu (1992),
  6. Tarzanovy povídky z džungle (1993),
  7. Tarzan nezkrotný (1993),
  8. Tarzan strašný  (1993),
  9. Tarzan a zlatý lev  (1993),
  10. Tarzan a trpasličí lidé (1994),
  11. Tarzan, pán džungle (1994),
  12. Tarzan a ztracená říše (1994),
  13. Tarzan v nitru Země (1994),
  14. Tarzan nepřemožitelný (1994),
  15. Tarzan vítězný (1994),
  16. Tarzan a město zlata (1994),
  17. Tarzan a lví muž (1995),
  18. Tarzan a leopardí muži (1995),
  19. Tarzanovo pátrání (1995),
  20. Tarzan a zakázané město (1995),
  21. Tarzan velkolepý (1995),
  22. Tarzan a šílenec (1996),
  23. Tarzan a cizinecká legie (1996),
  24. Tarzan a ztracenci (1996).
  25. Tarzan : ztracené dobrodružství (1998).

  - John Carter, pán Marsu, kompletní vydání barsoomské série s ilustracemi Zdeňka Netopila:

  1. Princezna z Marsu, 1995, přeložil Jiří Macák, překlad upravil Ivan Beránek,
  2. Bohové na Marsu, 1996, přeložil Jiří Macák, překlad upravil Ivan Beránek,
  3. Pozemšťan vojevůdcem na Marsu, 1996, přeložil Jiří Macák, překlad upravil Ivan Beránek,
  4. Thuvia, dívka z Marsu, přeložil Jiří Macák, překlad upravil Ivan Beránek,
  5. Vražedná šachovnice na Marsu, přeložil Jiří Macák, překlad upravil Ivan Beránek,
  6. Šílený vědec na Marsu, přeložil Jan Kantůrek,
  7. Bojovník na Marsu, přeložil Jan Kantůrek,
  8. Mistři meče na Marsu, přeložil Jan Kantůrek,
  9. Umělí lidé na Marsu, přeložil Jan Kantůrek,
  10. Llana z Gatholu, přeložil Jan Kantůrek,
  11. John Carter na Marsu, přeložil Jan Kantůrek.
- Nakladatelství Havran v Praze: Nakladatelství začalo vydávat autorův cyklus Pellucidar, z připravovaných sedmi svazků však vyšly jen první dva.

1. Cesta do nitra Země, 2003, přeložil Jan Kantůrek, ilustrace Milan Fibiger,
2. Svět Pellucidaru, 2003, přeložil Jan Kantůrek, ilustrace Milan Fibiger.

- Nakladatelství Albatros v Praze

1. Tarzan z rodu Opů (2012), adaptace Svatopluk Hrnčíř, ilustrace Zdeněk Burian,
2. Tarzanův návrat (2012), adaptace Svatopluk Hrnčíř, ilustrace Zdeněk Burian.
3. Tarzanovy šelmy (2013), adaptace Svatopluk Hrnčíř, ilustrace Zdeněk Burian.